# Пихта Вича
Пихта Ви́ча, также Пихта Вейча (лат. Abies veitchii) — вечнозелёное однодомное дерево из рода пихты семейства сосновых. Естественная среда произрастания — японские острова Хонсю и Сикоку. Местное название дерева: яп. シラビソ или яп. シラベ (звучит как сирабисо или сиро-моми).
Существует две разновидности этого вида:
- Abies veitchii var. sikokiana (Nakai) Kusaka [syn.  Abies sikokiana Nakai basionym];
- Abies veitchii var. veitchiis Lindl. [syn. Abies veitchii var. olivacea Shiras. ]

Известен гибрид пихты корейской и пихты Вича — Пихта Арнольда, описанная ботаником Tor Nitzelius в 1969 году
Впервые пихта Вича была описана в научной литературе в 1861 году Джоном Линдли в издании «The Gardeners' Chronicle». Название дано в честь британского ботаника и садовода Джона Гульда Вейча (1839—1870).

## Ботаническое описание
Пихта Вича представляет собой стройное высокое дерево (около 25 метров, максимально до 35 метров) с конической кроной, часто ветвящейся к основанию. Диаметр ствола составляет 30-50 см.
Кора — серая, гладкая; на молодых побегах — серая или зеленоватая, короткоопушённая.
Ветви — короткие, горизонтальные, с кольцевидными сгибами у основания и красновато-коричневыми кончиками. 
Почки светло-коричневые, маленькие, овальные, очень смолистые. Иглы плотные, частично гребенчатые, направленные вперед и частично вверх; 1—2,5 см длиной. Концы игл усечённые и расщеплённые; сверху тёмно-зелёные, глянцевые и бороздчатые, с двумя белыми устьицами; смоляные ходы располагаются ближе к центру, изредка к краю. Цвести начинает в мае.
Шишки очень плотные, тяжёлые; цилиндрические, 4,5—6,5 см длиной и 3 см шириной, синевато-фиолетовые в молодом возрасте, позднее — коричневые, созревают в сентябре-октябре. Семя 7 мм длиной, жёлтое с тёмным крылом; 1000 семян весят приблизительно 30—40 грамм. Семядолей: 3—5.
|                              |  |
| Кора на стволе дерева, хвоя. |  |

## Экология и онтогенез

### Распространение и условия произрастания
В естественных условиях пихта Вича является эндемичным видом, произрастая всего на двух островах Японии: Сикоку и Хонсю. Этот вид, наряду с пихтой Мариса (Abies mariesii), является доминирующим видом среди пихт субальпийских лесов центральной Японии. Средняя высота произрастания около 1800 метров (1500—2500 метров для Abies veitchii var. veitchiis, остров Хонсю и 800—1900 метров Abies veitchii var. sikokiana, остров Сикоку) над уровнем моря.
В своём ареале пихта Вича образует небольшие реликтовые леса, сохранившиеся со времён Ледникового периода, обычная высота которых от 13 до 24 м. Сопутствующие древесно-кустарниковые виды верхнего яруса: Тсуга разнолистная (Tsuga diversifolia) и Ель аянская (Picea jezoensis); среднего яруса: Клён Чоноски (Acer tschonoskii), Берёза Эрмана (Betula ermanii) и Рябина смешанная (Sorbus commixta); нижнего яруса: Мензесия пятитычинковая (Menziesia pentandra) и пихтовый подлесок.
Основные животные, обитающие в пихтовых лесах: Японская серна (Capricornis crispus), Японская соня (Glirulus japonicus) и Японская летяга (Pteromys momonga); птицы: Японская зарянка (Erithacus akahige).

### В культуре
Декоративный вид с красивой формой кроны. Эффектна в виде солитеров и в небольших группах.
В Европе интродуцирована с 1861 г. Есть крупные плодоносящие экземпляры в денрологическом саду Московской сельскохозяйственной академии имени К. А. Тимирязева. В Липецкой области — один из лучших видов пихт по морозостойкости, засухоустойчивости и быстроте роста (в возрасте 23 лет имела высоту около 8 метров и диаметр ствола до 13 см).
Пихта Вича предпочитает сырую, хорошо дренированную кислую почву, а также незатенённые места с полным солнечным освещением.
Растение хорошо переносит затенение (особенно молодняк), морозоустойчиво (при наличии надёжного снежного покрова), умеренно влаголюбиво (не любит как застой воды, так и длительную сушь).
Хорошо растёт на глинистых почвах, не переносит загрязнения воздуха (плохо растёт в городах), предпочитает северные склоны. Дерево не долговечно, но растёт относительно быстро: на 75 см. за два года после высаживания в открытый грунт и до 1 метра в год в течение первых двадцати лет жизни, затем рост замедляется и практически прекращается. Пихта Вича не переносит пересадки во взрослом возрасте (желательно осуществлять пересадку деревьев не более 90 см. высотой); свободно скрещивается в другими пихтами из своего рода.
Размножают растение семенами, желательно после холодной стратификации; посев осуществляют в феврале (в закрытом грунте) или марте в (открытом грунте), используя специальные посадочные горшки или контейнеры. Образовавшиеся сеянцы высаживают в грунт обычно поздней весной, после последних ожидаемых заморозков.

### Онтогенез
Пихта Вича начинает цвести достаточно рано: женские стробилы появляются, когда дерево достигает примерно высоты в 6 метров.
Пихта Вича — анемохор, чему способствует малый вес семян (138-140 тыс. в одном килограмме). В естественных условиях прорастает только около 0,1% всех попадающих на землю семян.

## Значение и применение
Древесина дерева, прочная, но эластичная, может использоваться в строительстве, изготовлении посуды, тары и пр. В местах произрастания используется как сырьё для целлюлозно-бумажной промышленности. Древесина пихты Вича обладает хорошими резонансными свойствами и может использоваться для изготовления музыкальных инструментов. В некоторых странах пихту Вича используют в качестве рождественской или новогодней ели.

## Декоративные свойства
Благодаря форме и окраске кроны, стройному габитусу, пихта Вича является одной из самых декоративных видов среди пихт, находясь в культуре с 1865 года.
Культурные сорта:
- ‘Aurea’: коническая форма с золотисто-жёлтым оттенком хвои;
- ‘Geelvaal’: новый сорт, в Европе с 2001 года;
- ‘Glauca’: форма с серебристо-голубой хвоей;
- ‘Haltern’: новый сорт, в Европе с 2003 года;
- ‘Heddergott’: карликовый медленнорастущий сорт с нерегулярной кроной и ярко-зелёной, чуть серебристой хвоей;
- ‘Hegechroat’: описание отсутствует;
- ‘Heine’ (‘Hexenbesen Wustermeyer’): карликовый сорт;
- ‘Jeddeloh Weeping’ (‘Pendula’): очень изящная, плакучая форма, к семи годам достигает высоты 2,5 метра;
- ‘Kramer’ карликовый сорт;
- ‘Minima’ карликовый сорт;
- ‘Rumburg’: карликовый медленнорастущий сорт (5-10 см в год) подушковидной формы;
- ‘WBK’: описание отсутствует.